# Gabinete Méline
O Gabinete Méline foi o ministério formado por Jules Méline em 26 de abril de 1896 e dissolvido em 28 de junho de 1898. Foi o 38º gabinete da Terceira República Francesa, sendo antecedido pelo Gabinete Bourgeois e sucedido pelo Gabinete Brisson II.

## Contexto
Jules Méline, Presidente do Conselho de Ministros e ministro da Agricultura, aproveitou esse governo relativamente longo para concluir o sistema protecionista no qual vinha trabalhando há muito tempo. Além disso, ele buscou e conseguiu garantir um bom equilíbrio orçamentário, evitando a criação de um imposto de renda, o que lhe rendeu a simpatia de empresários e agricultores, mas também a hostilidade de socialistas e trabalhadores, ainda que seu governo tenha aprovado algumas medidas sociais.
Enquanto isso, Jean-Baptiste Darlan, ministro da Justiça, foi interrogado no Senado francês, em novembro de 1897, a respeito da nomeação de dois magistrados em condições ilegais, uma vez que o juramento dos mesmos foi substituído pela leitura de dois telegramas reproduzindo a fórmula do juramento e acompanhada dos nomes dos dois magistrados. Essa pressa era explicada pelo desejo de dar um novo cargo o mais rápido possível ao juiz de instrução de Rodez, para que ele pudesse concorrer naquela região durante as eleições legislativas do ano seguinte. O Senado, após ter rejeitado a justificativa inicial por maioria de votos, votou pela censura da nomeação. Darlan renunciou no dia seguinte.
Em junho de 1898, Jules Méline, já desgastado no poder, apresentou sua renúncia ao Presidente da República, Félix Faure. No dia seguinte, Faure encarregou Alexandre Ribot da formação do próximo ministério, mas ele falhou. Em seguida, o Presidente encarregou Ferdinand Sarrien de formar o novo governo, mas, depois de quase obter sucesso em sua missão, ele também falhou. Paul Peytral (várias vezes ministro sob Jules Grévy e Sadi Carnot) aceitou o pedido para formar um gabinete, o que levou a outro fracasso. Por fim, em 28 de junho daquele ano, Henri Brisson conseguiu tomar posse e formar seu segundo gabinete, após quase duas semanas de crise ministerial.

## Composição

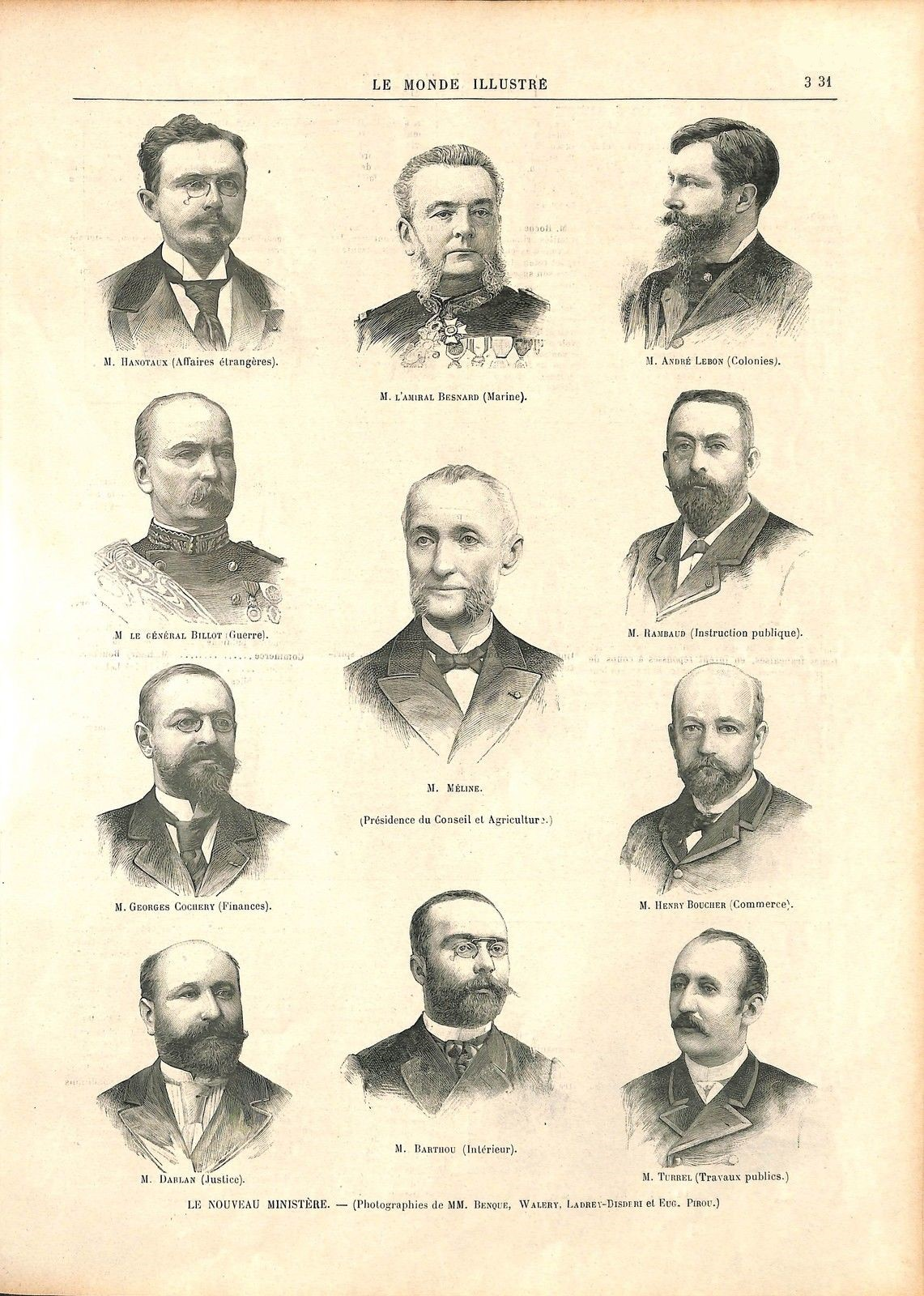
O Gabinete Méline em ilustração de 1896.

- Presidente da República: Félix Faure
- Presidente do Conselho de Ministros: Jules Méline
- Ministro dos Estrangeiros: Gabriel Hanotaux
- Ministro da Justiça: Jean-Baptiste Darlan (1896-1897); Victor Milliard (1897-1898)
- Ministro do Interior: Louis Barthou
- Ministro da Guerra: Jean-Baptiste Billot
- Ministro das Finanças: Georges Cochery
- Ministro da Marinha: Gustave Besnard
- Ministro da Instrução Pública, Belas Artes e Cultos: Alfred Rambaud (a pasta dos Cultos passará a integrar o Ministério da Justiça a partir de dezembro de 1897)
- Ministro das Obras Públicas: Adolphe Turrel
- Ministro da Agricultura: Jules Méline
- Ministro do Comércio, Indústria, Correios e Telégrafos: Henri Boucher
- Ministro das Colônias: André Lebon

## Realizações
- Estabelecimento de uma política agrícola protecionista;[4]
- Estabelecimento da primeira legislação sobre acidentes de trabalho, saúde e segurança do trabalhador, bem como sobre sociedades de socorro mútuo.